# Ryd (Linköping)
Ryd est un quartier résidentiel situé en bordure de la ville suédoise de Linköping.
Un grand nombre d'étudiants (plus de 5000) y habitent et également beaucoup d'immigrés. On y trouve Ryds Herrgård (le manoir de Ryd) où les étudiants font la fête chaque soir.
Le quartier est formé de deux parties :
- Studentryd (ryd des étudiants) ;
- Människoryd (ryd des hommes).

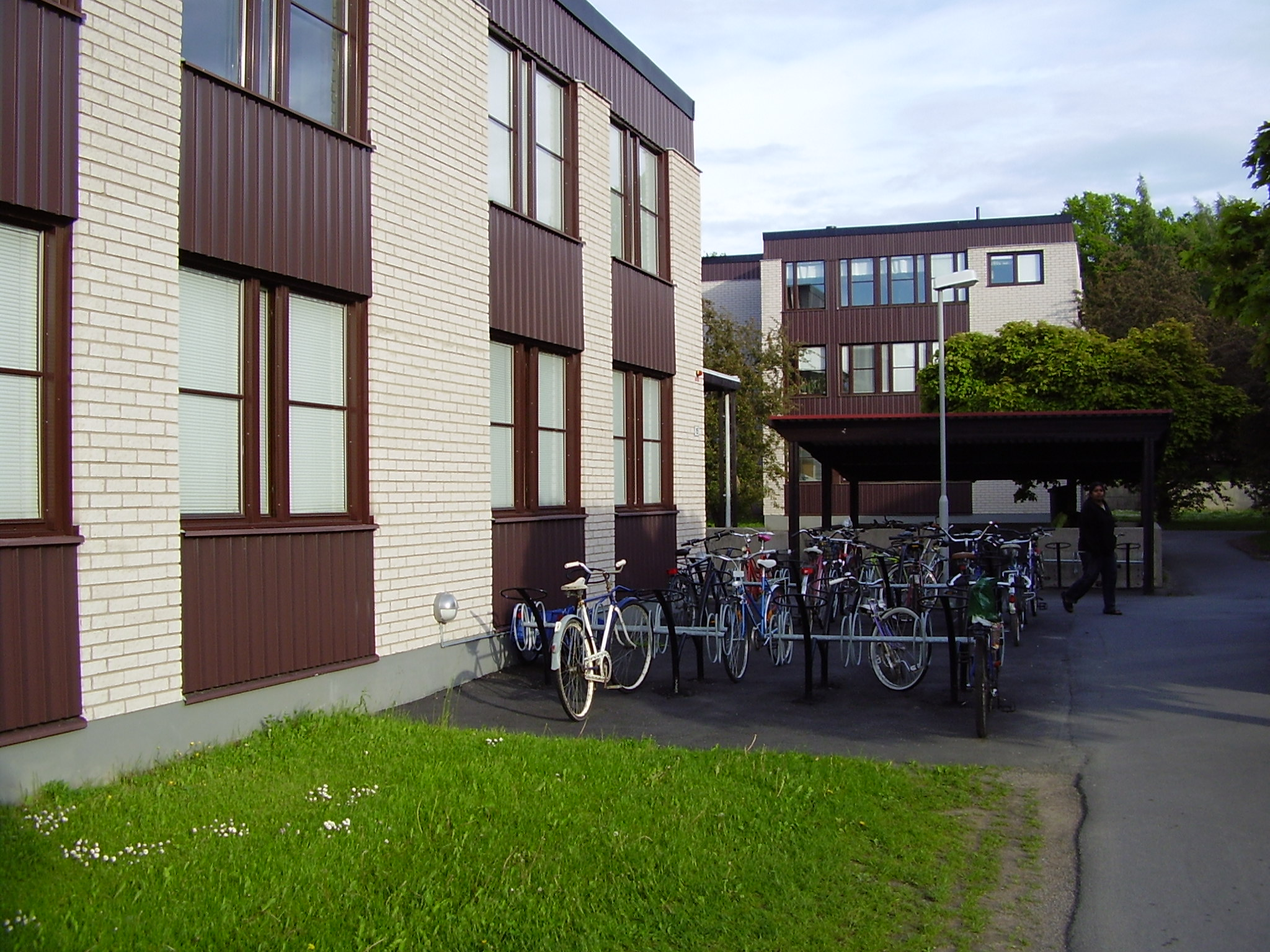
Un aspect du Studentryd.
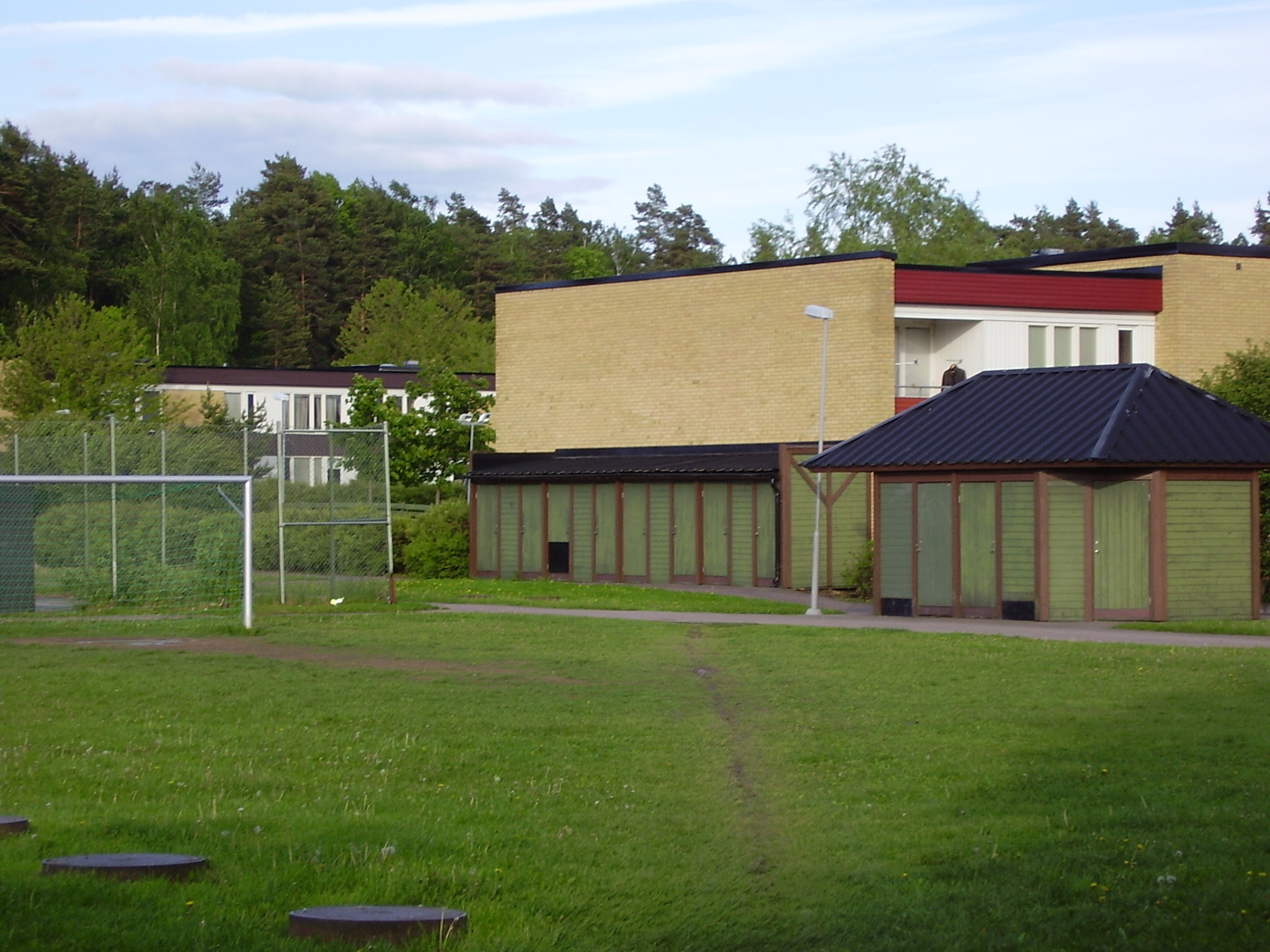
Un aspect du Människoryd.